# Google Code Jam

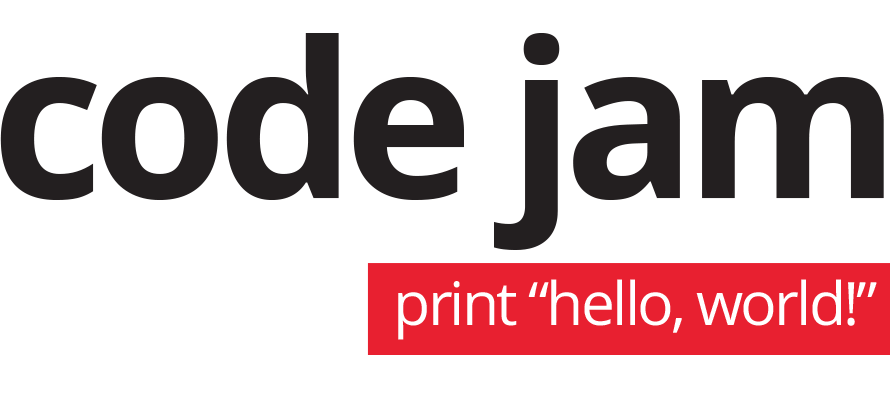
Logo da Code Jam

Google Code Jam é uma competição de programação internacional hospedado e administrado pelo Google. A competição começou em 2003 como um meio de identificar os melhores talentos de engenharia para o emprego potencial no Google.   A competição consiste de um conjunto de algoritmos problemas que devem ser resolvidos em uma quantia fixa de tempo. Os competidores podem usar qualquer linguagem de programação e ambiente de desenvolvimento para obter suas soluções.
Em 2008, mais de 11.000 pessoas de mais de 128 países competiram por prêmios em dinheiro no valor de mais de US $ 80.000, incluindo um prêmio de US $ 10.000.

## Campeões das edições anteriores
| Torneio | Finals localização                         | Concorrentes | 1º lugar            | 2º lugar            | 3º lugar           |
| ------- | ------------------------------------------ | ------------ | ------------------- | ------------------- | ------------------ |
| 2021    | Online                                     | 93 000       | Xiuhan Wang         | Shogo Murai         | Scott Wu           |
| 2020    | Online                                     | 96 000       | Gennady Korotkevich | Kevin Sun           | Andrew He          |
| 2019    | San Francisco, United States               | 74 000       | Gennady Korotkevich | Makoto Soejima      | Andrew He          |
| 2018    | Toronto, Canada                            | 62 000       | Gennady Korotkevich | Kamil Debowski      | Makoto Soejima     |
| 2017    | Dublin, Irlanda do Norte                   | 60,000+      | Gennady.Korotkevich | zemen               | vepifanov          |
| 2016    | Nova Iorque, Nova Iorque, Estados Unidos   | 27,170       | Gennady Korotkevich | Kevinsogo           | EgorKulikov        |
| 2015    | Seattle, Washington , Estados Unidos       | 23,200+      | Gennady Korotkevich | Makoto Soejima      | Bruce Merry        |
| 2014    | Los Angeles , Estados Unidos               | 25,400+      | Gennady Korotkevich | Evgeny Kapun        | Yuzhou Gu          |
| 2013    | Londres , Reino Unido                      | 21,200+      | Ivan Metelsky       | Vasil Bileckiy      | Vladislav Isenbaev |
| 2012    | New York City , Estados Unidos             | 20,613       | Jakub Pachocki      | Neal Wu             | Michal Forišek     |
| 2011    | Tóquio , Japão                             | 14.397       | Makoto Soejima      | Ivan Metelsky       | Jakub Pachocki     |
| 2010    | Dublin , Irlanda                           | 12,092       | Egor Kulikov        | Erik-Jan Krijgsman  | Sergey Kopeliovich |
| 2009    | Mountain View, Califórnia , Estados Unidos | 10.000 +     | Tiancheng Lou       | Zichao Qi           | Yoichi Iwata       |
| 2008    | Mountain View, Califórnia , Estados Unidos | 11.000       | Tiancheng Lou       | Zeyuan Zhu          | Bruce Merry        |
| 2006    | New York City , Estados Unidos             | ?            | Petr Mitrichev      | Ying Wang           | Andrey Stankevich  |
| 2005    | Mountain View, Califórnia , Estados Unidos | ?            | Marek Cygan         | Erik-Jan Krijgsman  | Petr Mitrichev     |
| 2004    | Mountain View, Califórnia , Estados Unidos | ?            | Sergio Sancho       | Po Ruh Loh          | Reid Barton        |
| 2003    | Mountain View, Califórnia , Estados Unidos | ?            | Jimmy Mardell       | Christopher Hendrie | Eugene Vasilchenko |

## Resultados por País
| País          | 1º lugar | 2º lugar | 3º lugar |
| ------------- | -------- | -------- | -------- |
| Belarus       | 5        | 1        | 0        |
| China         | 2        | 3        | 1        |
| Rússia        | 2        | 2        | 6        |
| Polônia       | 2        | 0        | 1        |
| Japão         | 1        | 1        | 1        |
| Argentina     | 1        | 0        | 0        |
| Suécia        | 1        | 0        | 0        |
| EUA           | 0        | 2        | 1        |
| Holanda       | 0        | 2        | 0        |
| Canadá        | 0        | 1        | 0        |
| Ucrânia       | 0        | 1        | 0        |
| Africa do Sul | 0        | 0        | 2        |
| Eslováquia    | 0        | 0        | 1        |
| Alemanha      | 0        | 0        | 1        |